# Ustarbowo
Ustarbowo [pronunciación en polaco: /ustarˈbɔvɔ/] (en casubio: Ùstarbòwò) es un pueblo ubicado en el distrito administrativo de Gmina Wejherowo, dentro del Condado de Wejherowo, Voivodato de Pomerania, en Polonia del norte. Se encuentra aproximadamente a 7 kilómetros al suroeste de Wejherowo y a 35 kilómetros al noroeste de la capital regional Gdańsk.
Para detalles de la historia de la región, véase Historia de Pomerania.
El pueblo tiene una población de 220 habitantes.